# Kaede Miyasaka
Kaede Miyasaka (* 12. Dezember 1992) ist eine japanische Dreispringerin.

## Sportliche Laufbahn
Erste internationale Erfahrungen sammelte Kaede Miyasaka bei den Asienmeisterschaften 2017 in Bhubaneswar, bei denen sie mit einer Weite von 13,32 m den fünften Platz belegte, wie auch bei den Hallenasienmeisterschaften in Teheran im Jahr darauf. 2019 wurde sie bei den Asienmeisterschaften in Doha mit 12,95 m Achte.
2016 und 2017 wurde Miyasaka japanische Meisterin im Dreisprung.

## Persönliche Bestleistungen
- Weitsprung: 6,22 m (−1,7 m/s), 25. Mai 2013 in Yokohama
- Dreisprung: 13,48 m (+1,8 m/s), 24. Juni 2017 in Osaka
  - Dreisprung (Halle): 12,80 m, 1. Februar 2018 in Teheran